# Julia Röper-Kelmayr

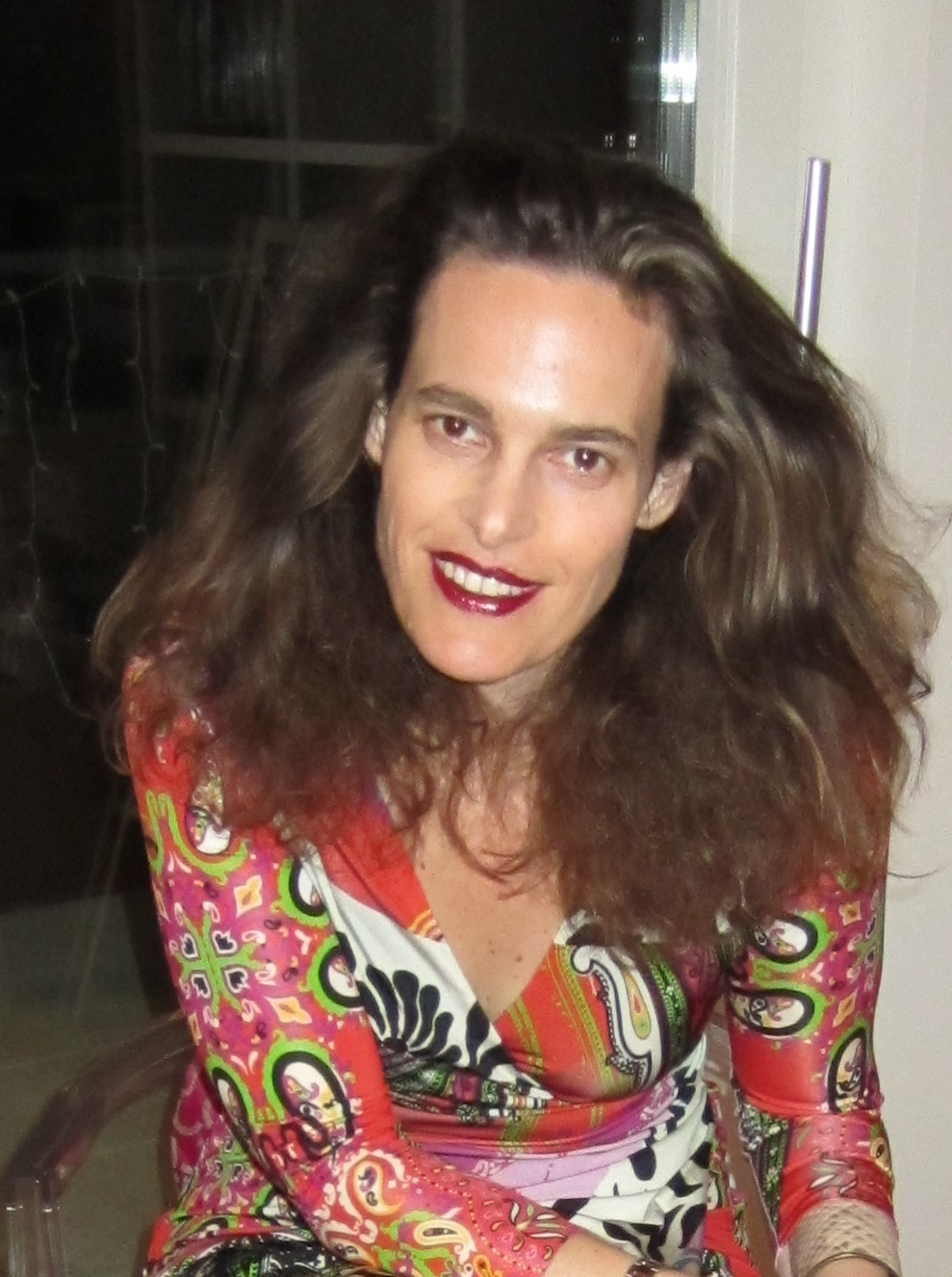
Julia Röper-Kelmayr

Julia Röper-Kelmayr (* 7. Mai 1975 in Linz) ist eine österreichische Ärztin und Politikerin (SPÖ).

## Ausbildung und Werdegang
Röper-Kelmayr wurde am 7. Mai 1975 in Linz geboren und ist verheiratet. Nach der Volksschule maturierte sie am Akademischen Gymnasium Linz, Spittelwiese, mit Auszeichnung. Von 1993 bis 2000 studierte sie Medizin an der Universität Wien. Von Oktober 2000 an war sie Turnusärztin am Allgemeinen Krankenhaus der Stadt Linz (nunmehr Kepler Universitätsklinikum). Nach abgeschlossener Ausbildung zur Fachärztin für Radiologie war sie von November 2008 bis Jänner als Oberärztin am Zentralen Radiologischen Institut (ZRI) des Kepler Universitätsklinikums tätig. Dort hat sie auch die Funktion einer Zentralbetriebsrätin inne und wurde in Folge Mitglied des Aufsichtsrates des Kepler Universitätsklinikums. Im Rahmen der oberösterreichischen Ärztekammer war sie von 2011 bis 2016 Kammerrätin. Im Oktober 2015 schloss sie das Masterstudium Medizinrecht mit dem LLM und im September 2018 das Studium Master of Health Care Management (MBA) ab. Mit 1. Februar 2019 wurde sie zur Leiterin (Primaria) des Radiologischen Institutes des Krankenhauses Rohrbach bestellt. Die Funktion der Leiterin des Frauenreferates der Kammer sowie die des Mitgliedes der Disziplinarkommission übt sie weiter aus.
Am 27. Oktober 2003 wurde sie als Abgeordnete des oberösterreichischen Landtags angelobt. Als Gesundheitssprecherin der Sozialdemokratischen Partei Österreichs im oberösterreichischen Landtag war sie in ihrer zweiten Landtagsperiode Mitglied im Sozialausschuss, Kulturausschuss und Finanzausschuss. Von 2003 bis 2015 war sie Vorsitzende des Rechtsbereinigungs- und Petitionsausschusses.
Weiters ist sie seit 2004 Mitglied des oberösterreichischen Landessanitätsrates und stimmberechtigtes Mitglied der oberösterreichischen Gesundheitsplattform sowie Mitglied des gespag-Aufsichtsrates (nunmehr Oberösterreichische Gesundheitsholding). Ferner ist sie stellvertretende Aufsichtsratsvorsitzende der OÖ Theater- und Orchester GmbH Linz.

## Auszeichnungen
- 2016: Goldenes Ehrenzeichen des Landes Oberösterreich[1]